# Xu Chengzi
Xu Chengzi (chiń. 许诚子; ur. 2 grudnia 1994) – chińska szpadzistka, dwukrotna medalistka mistrzostw świata.
Podczas mistrzostw świata w Lipsku w 2017 roku Chinki w składzie: Sun Yiwen, Sun Yujie, Xu Chengzi i Zhu Mingye zdobyły srebrny medal w turnieju drużynowym. W tej samej konkurencji zdobyła również brąz na mistrzostwach świata w Wuxi w 2018 roku.
Zdobyła ponadto złoty medal drużynowo na igrzyskach azjatyckich w Dżakarcie w 2018 roku.
Nigdy nie wzięła udziału w igrzyskach olimpijskich.